# Karoline Höfler
Karoline Höfler (* 1962 in Tübingen) ist eine deutsche Bassistin des Modern Jazz und Bandleaderin.

## Biografie
Höfler, die zunächst Entwicklungshelferin werden wollte, lernte zehn Jahre lang Gitarre, bevor sie mit 20 Jahren – nach einem Konzert von Elvin Jones – zum Jazz und zum Kontrabass wechselte. Höfler war zunächst von Bassisten wie Ron Carter oder David Friesen stark beeinflusst und nahm Unterricht bei Thomas Stabenow. Während dieser Zeit spielte sie auch in der Band von Claus Stötter; anschließend war sie an der Stuttgarter Aufführung von Bernd Alois Zimmermanns Oper Die Soldaten beteiligt (CD). 
Zwischen 1987 und 1992 absolvierte sie an der  Hochschule für Musik und Darstellende Kunst in Stuttgart ein Studium. Zunächst spielte Höfler, auch aus wirtschaftlichen Gründen, in reinen Frauenbands wie F-tett. 1992 gründete sie ihre Charly Haigl’s Festival Band (mit Matthias Stich, sax, Ull Möck, p, Matthias Daneck, dr), die vor allem mit Eigenkompositionen der Bandmitglieder bekannt wurde. Daneben arbeitet sie noch mit ihren Standard Affairs (in der zu ihrer Rhythmusgruppe zwei Bläser, z. B. Andi Maile treten), in verschiedenen Formationen von Dizzy Krisch, mit der Genfer Formation Four Roses, dem Lucas Heidepriem Quartett, im Timeless Art Orchestra von Klaus Graf und mit der Bobby Burgess Big Band Explosion. Sie arbeitete aber auch mit Hans Koller, Bernd Konrad, Irène Schweizer, Co Streiff, Butch Morris, Béatrice Graf, Hilaria Kramer und Annie Whitehead. Außerdem erteilt sie Unterricht und tritt in Theaterproduktionen auf. Sie gab auch Soloperformances bei Kunstausstellungen mit Musikbildern ihrer Schwester, Susanne Höfler, und der Tänzerin Katja Erdmann-Rajski. 1995 erhielt Höfler den Jazzpreis Baden-Württemberg.

## Diskografie (Auswahl)
- Karoline Höfler Presents Charly Haigl’s Festival Band (Satin Doll Productions 1994)
- Rivers and Tides - Working with Time (mit Fred Frith; 2003)
- Märchen von der Fremde (mit Laurence Schneider, Stimme, und Jochen Feucht, Bassetthorn, Sax; 2006)
- Gary Barone Almost Floating (mit Andy Herrmann, Klavier und Patrick Manzecchi, Schlagzeug; 2014)
- Krisch / Höfler / Elgart feat. Lauren Newton Lonely Woman (JazzHausMusik 2014)